# 宮城県道126号愛島名取線
宮城県道126号愛島名取線（みやぎけんどう126ごう めでしまなとりせん）は、宮城県名取市愛島と国道4号（旧道）を結ぶ一般県道である。愛島丘陵東麓をぐるりと回る経路になっている。

## 路線概要
愛島丘陵南東端は、縄文海進時に波の侵食によって直線的な海食崖となり、その後の海の後退の際に、同崖下に接して平行に浜堤列が形成された。県道126号愛島名取線は、同崖下の浜堤列上を南北に通じる区間、愛島丘陵の南麓を東西に通じる区間、そして、縄文海進時に潟湖で現在は水田地帯となっている地域に盛り土して造った愛島バイパスの区間などが主な構成要素である。すなわち、名取市の西部にある愛島地区と名取市中心部との間を、愛島丘陵東部を迂回して結んでいる。
経路の途中にある植松、飯野坂地区は旧奥州街道であり、道幅が狭い。
- 起点：名取市愛島笠島（交差点＝宮城県道39号仙台岩沼線交点）
  - かつてこの起点は名取市立愛島小学校前にあったが、仙台岩沼線の改良工事により数百メートル東に交点が移動したことに伴い起点も移動した。
- 終点：名取市飯野坂一丁目（交差点＝国道4号（旧道）交点）
- 延長：4,993 m

## 通過する自治体
- 宮城県
  - 名取市

## 接続する道路
- 宮城県道39号仙台岩沼線（名取市愛島笠島）
- 宮城県道258号仙台館腰線（名取市愛島小豆島）
- 宮城県道273号仙台名取線（かつての国道4号旧道）（名取市飯野坂）

## 周辺
- 観音塚古墳
- 雷神山古墳